# Gulke
Gulke (Frans: Goé), is een dorp in de Belgische provincie Luik en een deelgemeente van het stadje Limburg. Tot 1 januari 1977 was het een zelfstandige gemeente. Het dorpje ligt aan de Vesder.

## Geschiedenis
De naam kwam al in 1145 voor als Villule de Goé of Goleche, later als Golheis. Het was een klein allodium dat in dat jaar werd geschonken aan de Abdij Rolduc. Uiteindelijk werd Gulke als heerlijkheid uitgegeven tot de opheffing van de abdij in 1796. 
Tot de opheffing van het hertogdom Limburg hoorde Gulke tot de Limburgse hoogbank Baelen. Net als de rest van het hertogdom werd Gulke bij de annexatie van de Zuidelijke Nederlanden door de Franse Republiek in 1795 opgenomen in het toen gevormde departement Ourthe. In 1799 werd Gulke een zelfstandige gemeente, welke in 1977 opgenomen werd in de fusiegemeente Limburg. In 1813 kwam Gulke aan de Verenigde Nederlanden, om in 1830, ten gevolge van de Belgische Revolutie, Belgisch te worden. Ten gevolge van de nabijheid van de versterkte stad Limburg had Gulke veel te lijden van rondtrekkende troepen.
De belangrijkste tak van bedrijvigheid was vanouds de veeteelt. Er was een banmolen op de Vesder die reeds in 1145 bestond. In 1585 werd deze herbouwd. In 1809 werd ze omgebouwd tot een volmolen. Later nog werd er wol in gewassen. De wol, afkomstig van de lokale schapenhouderij, werd in Gulke ook gesponnen en geweven, een activiteit waaruit textielindustrie voortkwam. Vanaf de 15e eeuw ontwikkelden zich ook ijzergieterijen, terwijl de zich in de bodem bevindende gesteenten werden ontgonnen in diverse steengroeven.
Tegenwoordig vindt men in Gulke een houtverwerkend bedrijf.

## Demografische ontwikkeling
- Bronnen:NIS, Opm:1831 tot en met 1970=volkstellingen

## Bezienswaardigheden
- Sint-Lambertuskerk met gedraaide torenspits en een Apostelbalk.
- Kasteel van Gulke
- Historische huizen en boerderijen, in natuursteenblokken gebouwd

## Natuur en landschap
Gulke ligt op de linkeroever van de Vesder, daar waar het beekje Bovegnée in deze rivier uitstroomt. De hoogte bedraagt ongeveer 210 meter. In het zuiden liggen westelijke uitlopers van het Hertogenwoud, zoals het Bois de Hèvremont. De hoogte loopt daar geleidelijk op tot ruim 300 meter en hier beginnen de Ardennen.

## Nabijgelegen kernen
Hèvremont, Dolhain, Béthane
Deelgemeenten: Bilstain · Gulke

Overige kernen: Bellevaux · Béthane · Champ de Wooz · Dolhain · Halloux · Hèvremont · Hoyoux · Pierresse · Villers · Wooz

Belgische gemeenten · Arrondissement Verviers · Luik · Wallonië